# Foobar2000
foobar2000 é um player de Áudio gratuito para a plataforma Windows e já utilizado em vários países e amplamente divulgado no mundo virtual. Alguns dos recursos básicos incluem suporte a Replay Gain, uso baixo de memória, customização, extensão da funcionabilidade e suporte a vários formatos populares de áudio.
O desenvolverdor do projeto, Peter Pawlowski, trabalhou na empresa Nullsoft na criação do descontinuado Winamp 3. Ex-freelancer da Nullsoft, Pawlowski então decidiu criar um player próprio e gratuito, com uma linguagem própria para customização, chamada não oficialmente de "TAGZ".
Além disso, o foobar2000 já conta com uma série de arquivos ".dll", que podem ser facilmente acrescentados a pasta "components", e usados no próprio player, como extensões ou espécie de plugin, dando uma vasta e ilimitada funcionabilidade ao programa de um jeito bem prático, simples e objetivo.
O componente mais utilizado para estas adaptações, "Columns UI" permite tanto a modificação de como as colunas são apresentadas como também a importação e exportação das mesmas já pré-definidas que podem ser compartilhadas e copiadas em vários sites sob a extensão ".fcs", podendo então basear-se em configurações já existentes. A troca de ícones é feita por meio de arquivos sob a extensão ".fcb", também compartilháveis, contendo vários tipos de formas e cores, de simples instalação.

## Recursos do programa
- Formatos de aúdio suportados: MP1, MP2, MP3, MP4, MPC, AAC, Ogg Vorbis, FLAC / Ogg FLAC, WavPack, WAV, AIFF, AU, SND, CDDA
- Playlists com suporte a abas
- Suporte completo a unicode
- Editor de Tags Avançado. Atualização de tags online via Freedb2
- Opção de transcodificação dos formatos de áudio compatíveis usando um componente conversor externo (encoder)
- Suporte a ReplayGain
- Customização dos atalhos do teclado
- Arquitetura aberta de componentes, permitindo que colaboradores externos ampliem a funcionalidade do player. (por meio de Plugins)
- Outros recursos: comparação ABX, decodificador AC3 e ALAC, leitura de arquivos comprimidos (7-Zip, ZIP, RAR e GZIP), gravação de CD de Áudio, autoplaylist, decodificador de CD de Áudio, Crossfeed DSP, banco de dados com buscas, decodificador de módulo DUMB, host para sintetizador DXi MIDI, festalon, game emu player, OGGPreview, transparência, sidplay2, etc.

## Lista de componentes adicionais
- Columns UI (foo_ui_columns): interface alternativa muito popular do Foobar2000 com um layout baseado em painéis e colunas.
- Audioscrobbler (foo_audioscrobbler): componente que faz o scrobbler das suas músicas ouvidas no Foobar2000 para o seu perfil do Last.fm.
- Album Art Panel(foo_uie_albumart): componente que mostra a capa dos álbuns em um painel.
- MSN Now Playing (alt) (foo_msnalt): componente que mostra a música que se está ouvindo no "Now Playing" do MSN.

## Melhorias do foobar2000
- v1.0.3 (30/04/2010)
  - Fixado comportamentos incorrectos com dois recursos "cursor segue a reprodução" e "playback segue cursor" habilitado;
  - Melhorada a compatibilidade com arquivos ASX dodgy escrito pelo Windows Media Player;
  - ícone da área de comunicação fixa para minimizar bugs (novamente);
  - Corrigido problemas com a codificação de áudio muito longos fluxos de Vorbis;
  - Corrigido um crash raro quando se utiliza o Media Library para páginas de preferências;
  - Várias outras atualizações de manutenção e correções de bugs.